# Aloe aspera
Aloe aspera é uma espécie de liliopsida do gênero Aloe, pertencente à família Asphodelaceae.